# Скопцов, Константин Михайлович
Константи́н Миха́йлович Скопцо́в (укр. Скопцо́в Костянти́н Миха́йлович; род. 13 декабря, 1958, Одесса, УССР) — украинский художник, график, живописец, иллюстратор.

## Жизнь и творчество
Родился в Одессе. Закончил 8-летнюю школу, затем работал на производстве токарем, слесарем-испытателем. Параллельно занимался графикой и книжной иллюстрацией. Служил в ВВС СССР, после службы в армии пытался поступить в художественные учебные заведения Москвы и Одессы, но не сдал вступительные экзамены. Позже начал позиционировать себя как андеграундный художник и отказался от дальнейших попыток получить художественное образование. Выставочную деятельность ведет с 1976 года, в основном, это были «квартирники», экспозиции в фойе кафе и кинотеатров. С конца 80-х годов выставляется в галереях и музеях.
В 2000 году Скопцов познакомился с  Темистоклом Иосиповичем Вирстой — знаменитым художником-абстракционистом, живущим в Париже. Дружба с Вирстой сыграла огромную роль в творчестве Константина Скопцова. Он стал представителем Парижской арт-ассоциации «Феникс» на Украине и получил возможность выставляться в Париже, в рамках проекта «Парижская школа украинской живописи».
В 2004 году за серию иллюстраций к «Черному трилистнику» Анри де Ренье рыцарский орден Sovereign Military Hospitaller Order of Saint John наградил Константина Скопцова дипломом за достижения в искусстве.
За серию иллюстраций к произведениям Данте и эссе о фресках Джотто в храме Святого Франциска в Ассизи (Италия) Константина Скопцова принимают в Российско-итальянскую академию Ferroni.
В настоящее время работает в жанре кабинетной графики, книжной графики и графической живописи. Для определения стиля своих работ использует философский термин «семантический реализм». Предшественниками семантического реализма как художественного стиля художник Скопцов считает Иеронима Босха и Питера Брейгеля-старшего. На основании его высказываний об этом и некоторого визуального сходства картин пресса называет Константина Скопцова «Одесским Босхом».
Художник живет и работает в Одессе.

## Цитаты
- О графике и живописи: «Линия выражает все постоянное, цвет – преходящее. Линией, царящей в этом мире, решено все – она сугубо абстрактный символ; она передает и характер предмета и единство повествования, определяет общую атмосферу и фиксирует ваши ощущения. Здесь реальность может служить для искусства лишь первой отправной точкой путешествия в страну, где живет Идея, «облеченная в чувственную форму».[5]
- Об андеграунде: «Настоящая живопись всегда была, есть и будет аутсайдерской, находящейся за пределами «лягушатника» художественной жизни и всегда вдалеке от ремесленной арт-кормушки. Это соль, без которой искусство становится пресным, это огранка и, по определению Кокто, аристократизм творчества. Только глядя на произведения выброшенных в свое время за границу цехового ремесла Ван Гога, Гогена, Модильяни, люди получают информацию о фундаментальных и глубинных причинах живописи».[6]

## Цитаты о нём
- Художественный критик Станислав Айдинян: «Его [Константина Скопцова] имя — среди наиболее талантливых графиков Одессы. Константин и художник, и поэт, хотя известен также как своеобразный философ, мыслитель, апеллирующий к тонким погружениям в подсознание. Творчество его соединяет в себе и авангард и традицию, мистику и раскованно-прихотливую образность… Это относится как к его «визуально-художественным», так и к литературно-поэтическим опытам».[7]
- Журналист Виктор Тимошенко: «Сюжеты [графики Константина Скопцова] навеяны древними китайскими и японскими поэтами, двустишиями их гениальных творений. Остается загадкой, как Константин Скопцов «материализует», наполняет чистый лист бумаги снами, призраками, «фантомами», ужасами, потусторонними мирами далекого, незнакомого нам времени».[8]

## Галерея

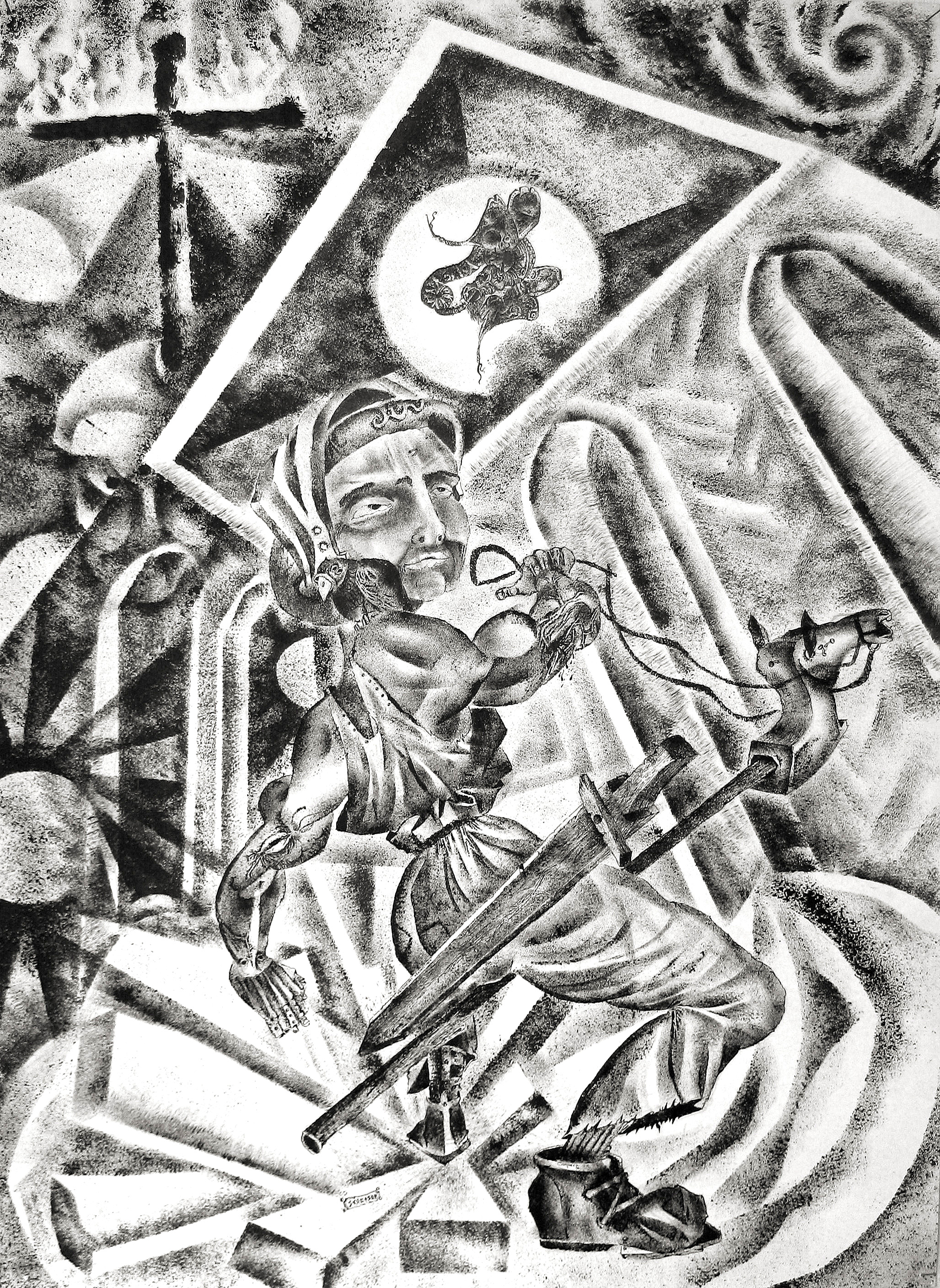
Автопортрет художника
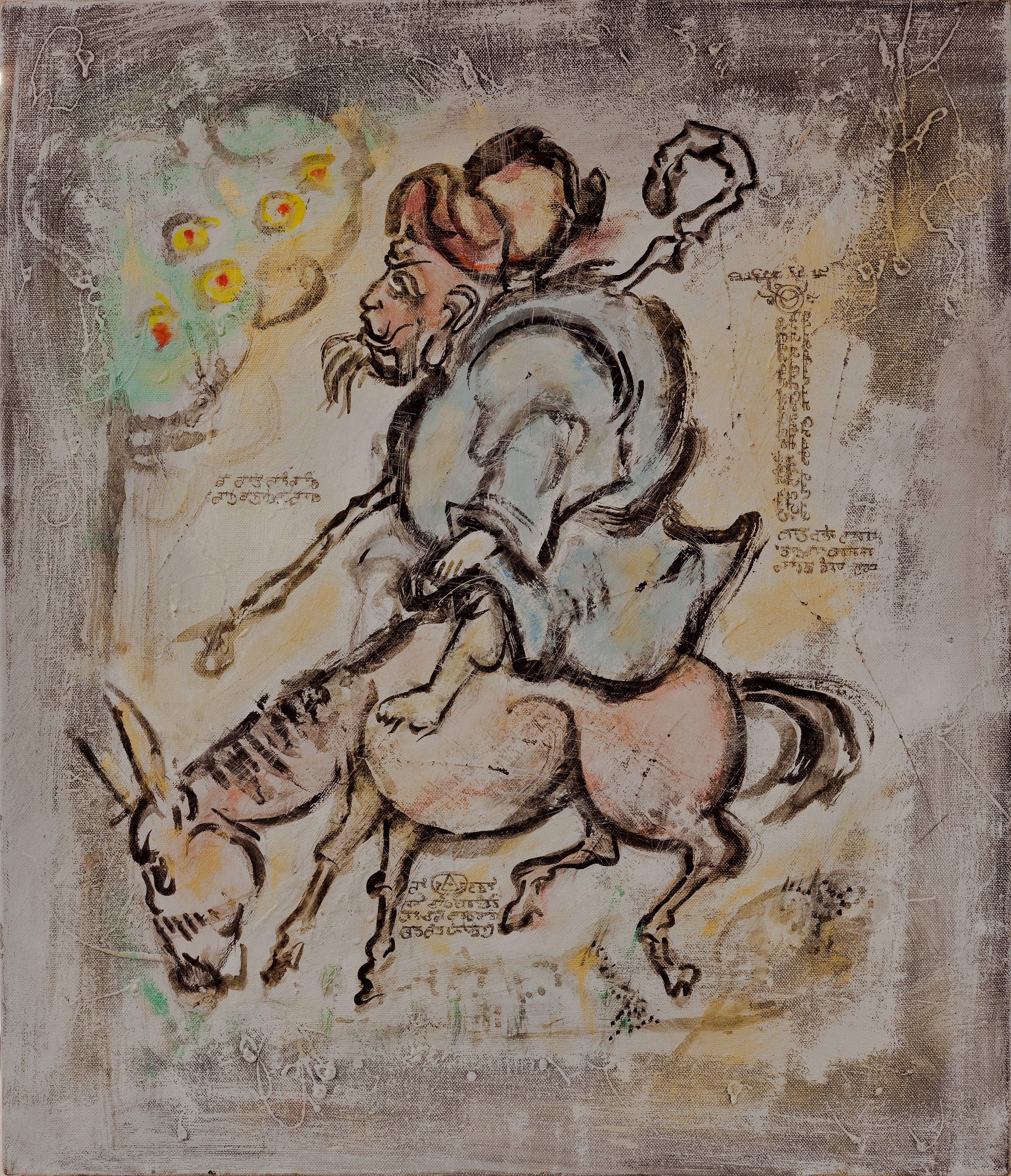
«Суфий верхом на осле»
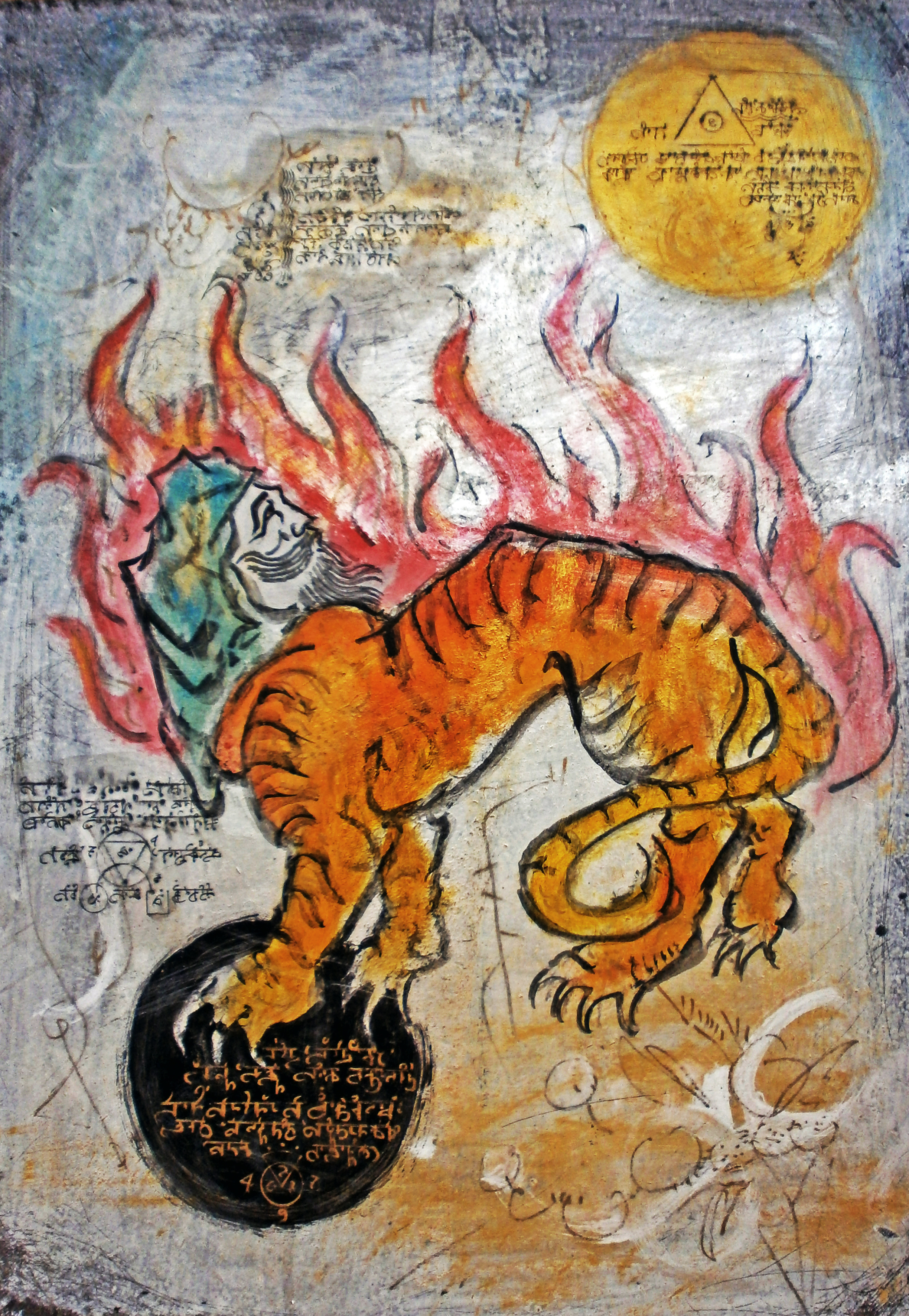
«Мастер, который покорил Льва внутри себя и стал Огненным Львом»
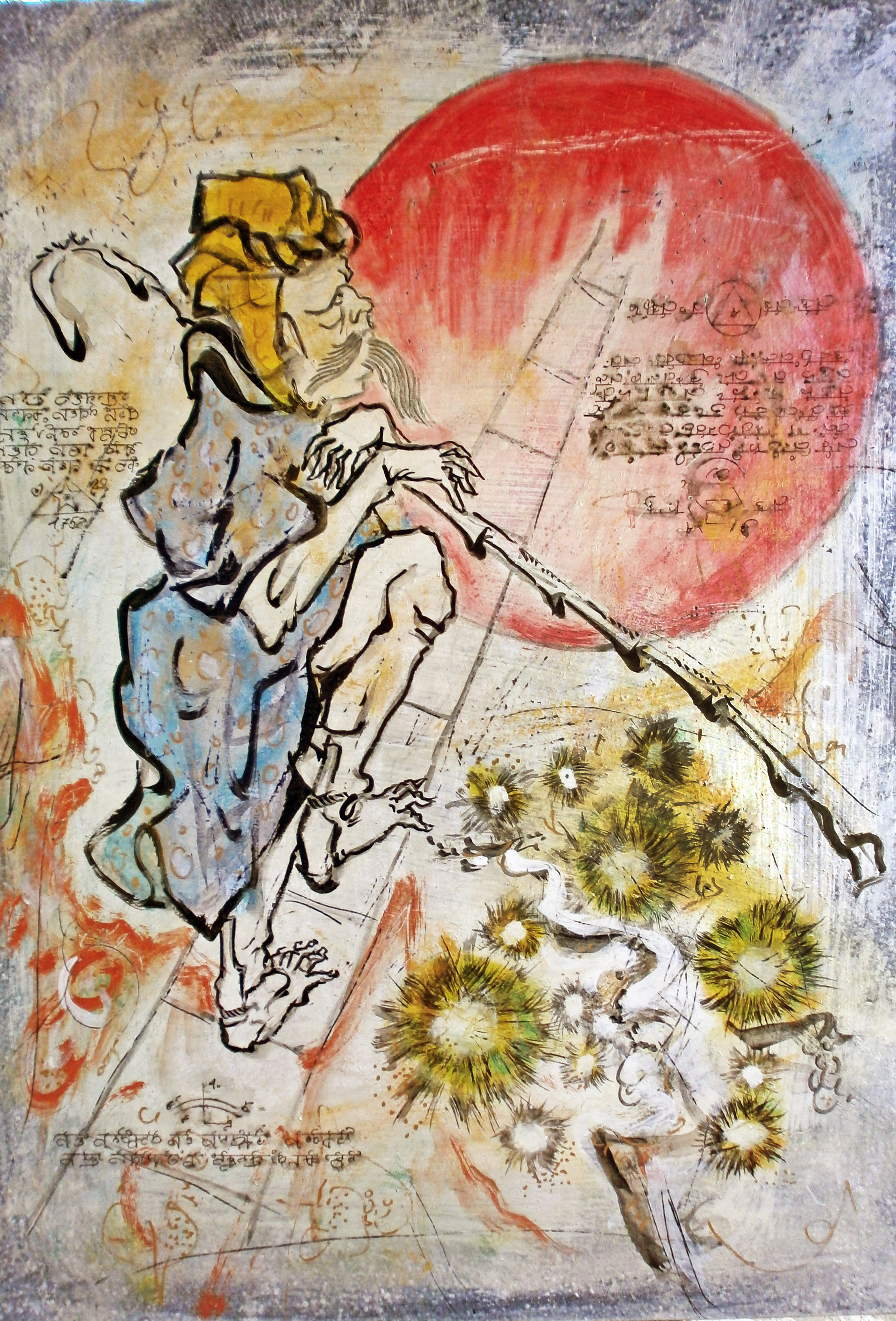
«Мастер и Путь Восхождения»
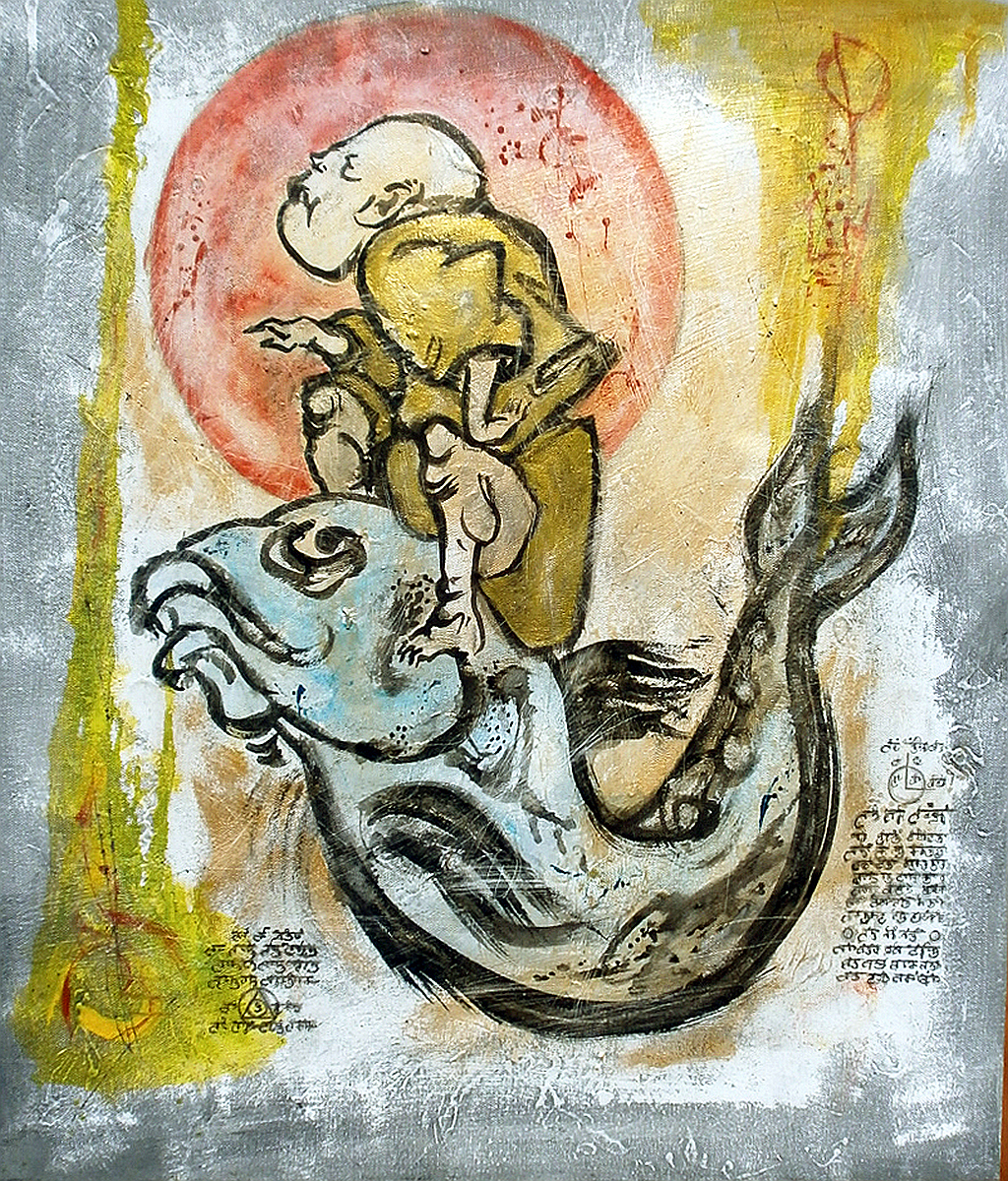
«Даосское понимание неба»
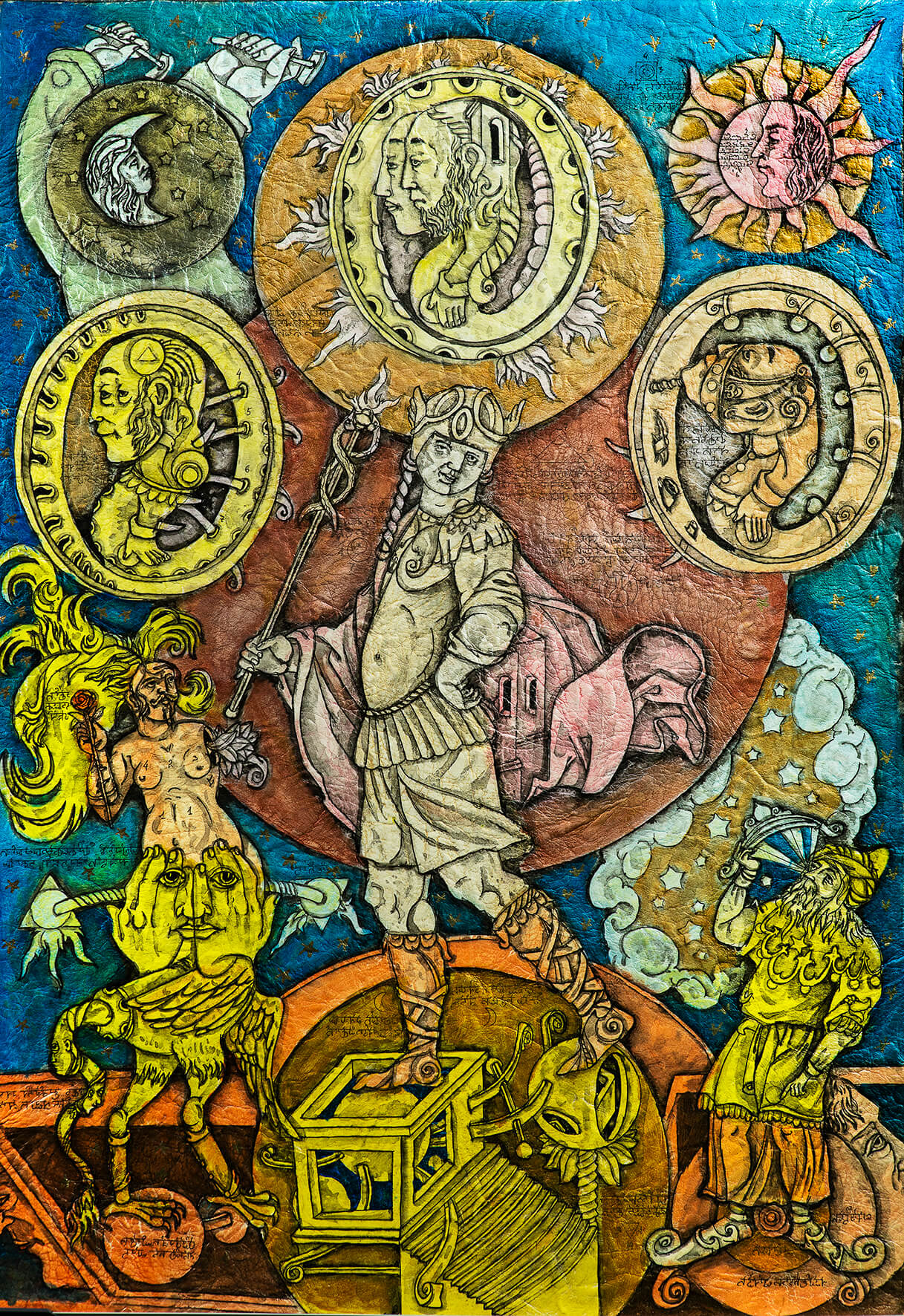
Mercurius ter Maximus
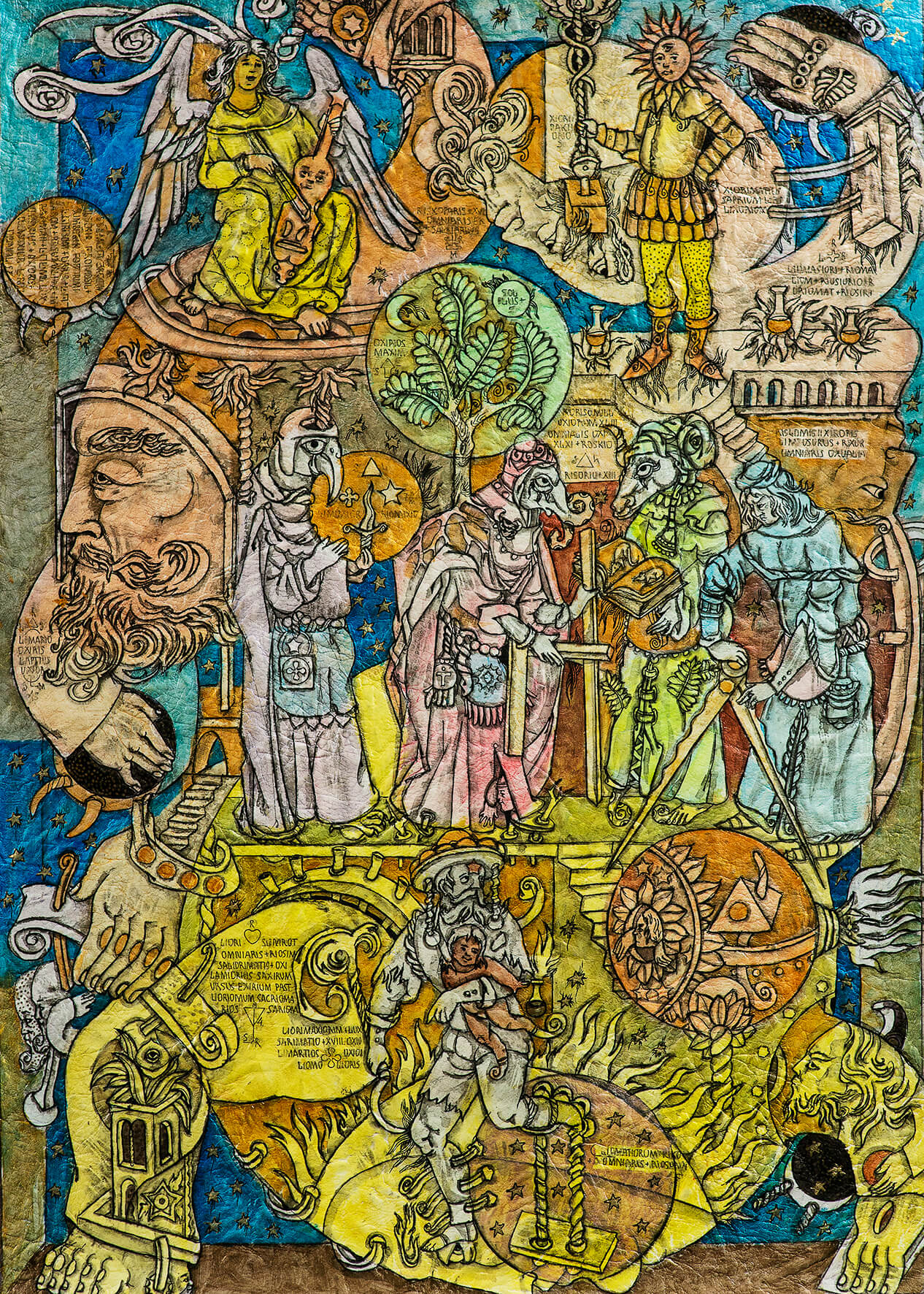
«Скрижаль Гермеса»
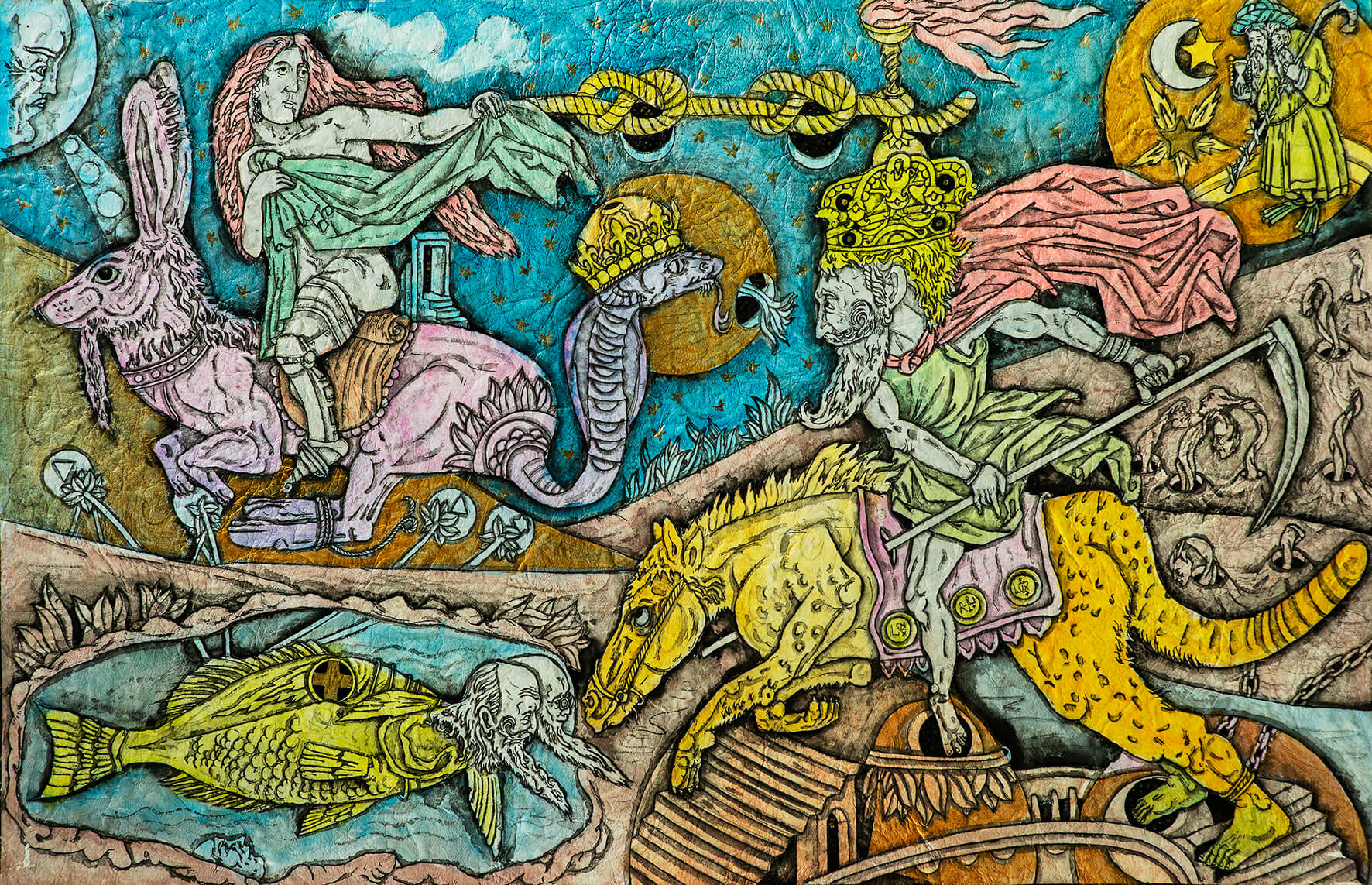
«Владыка Времени»
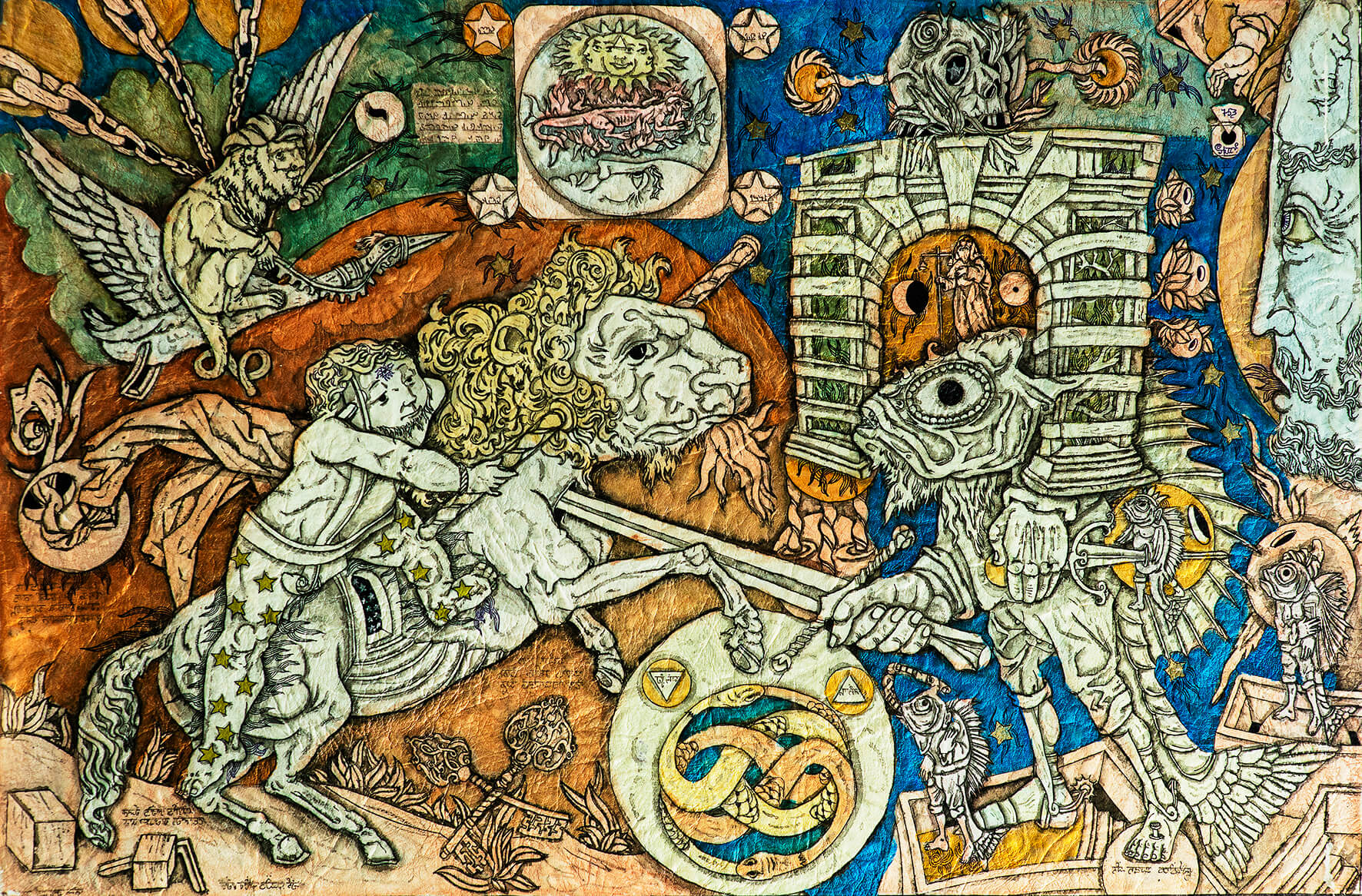
«Сражение Льва с Рыбой»
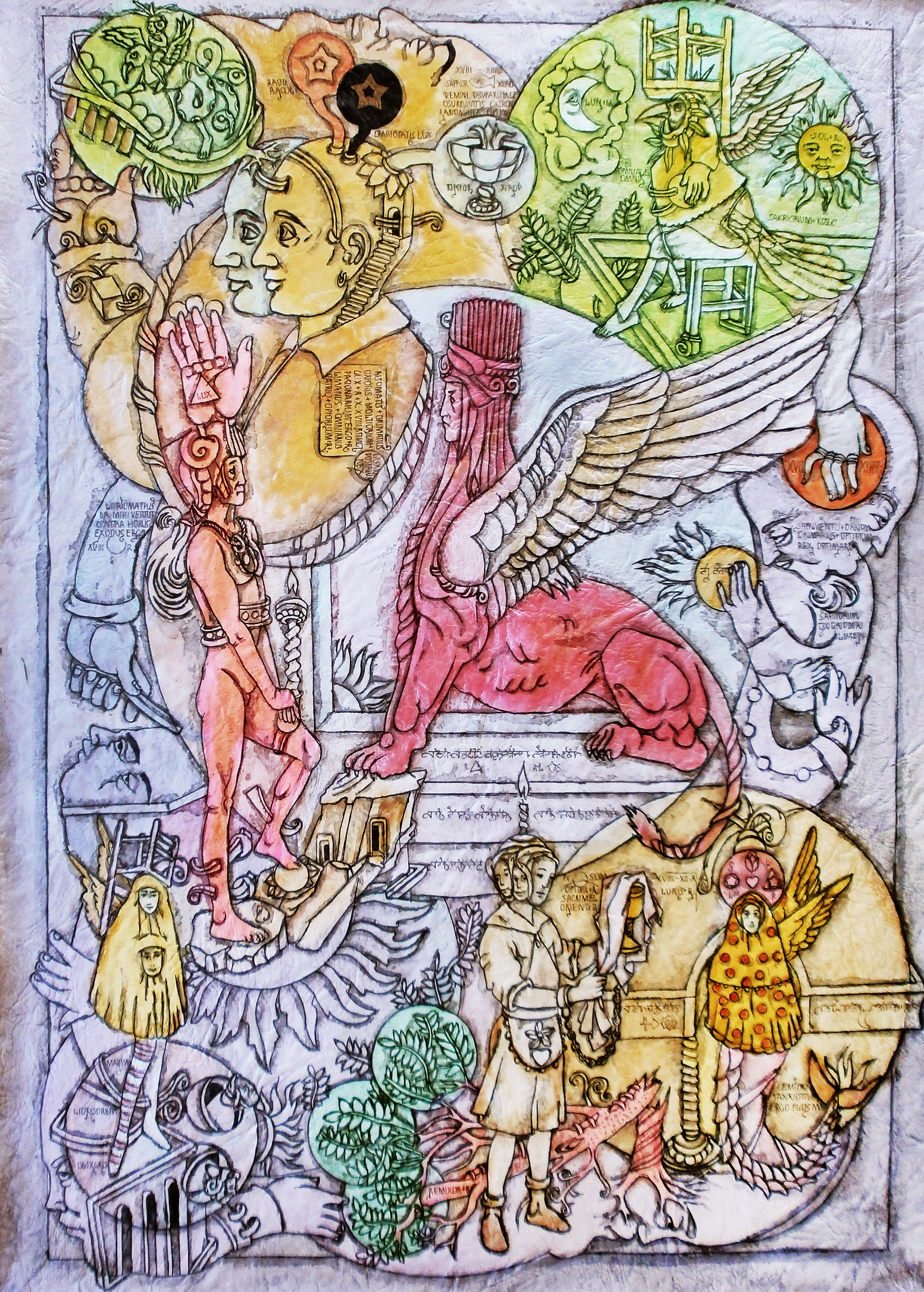
«Мистерия Сфинкса»
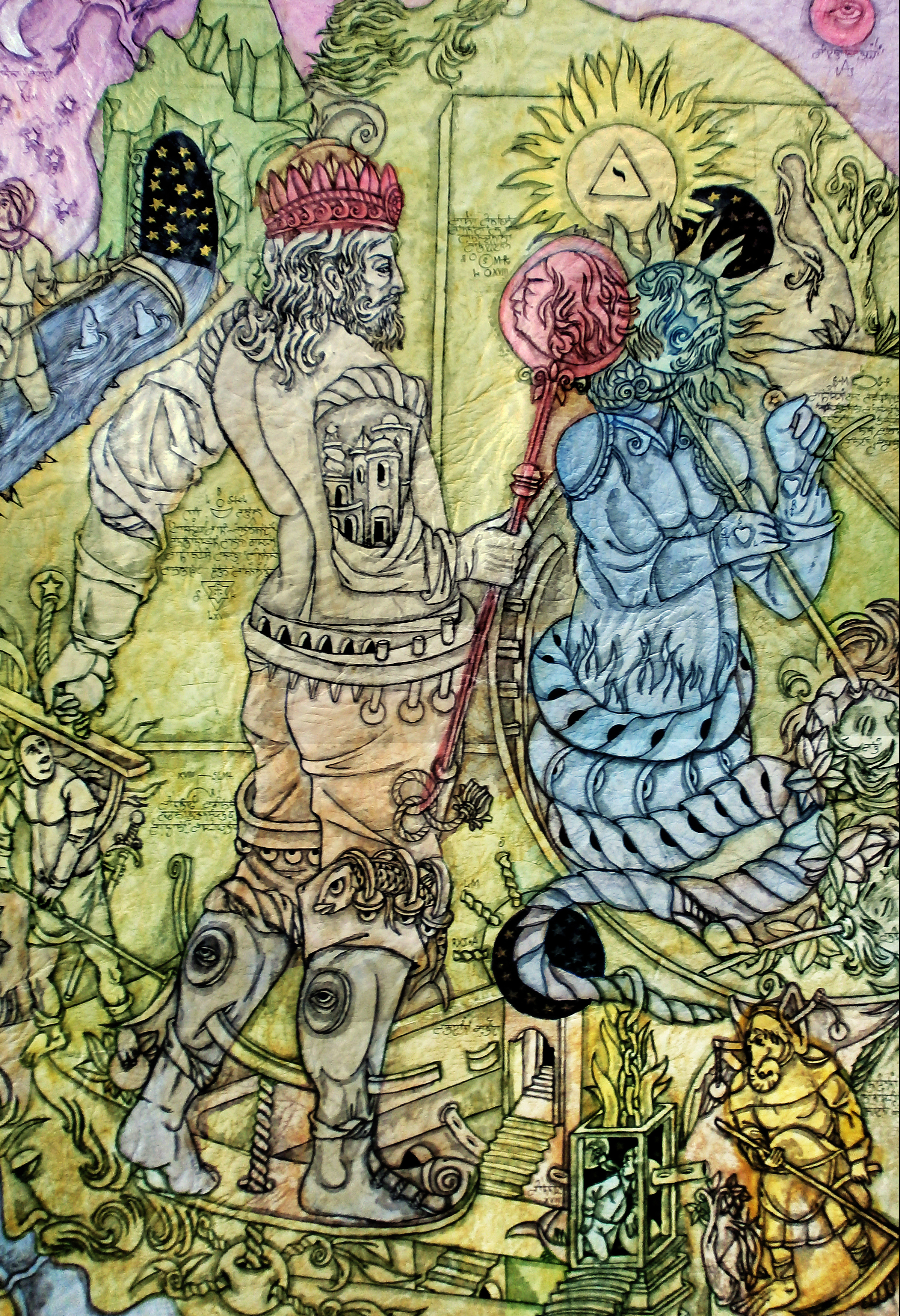
«Первоматерия Философский камень»
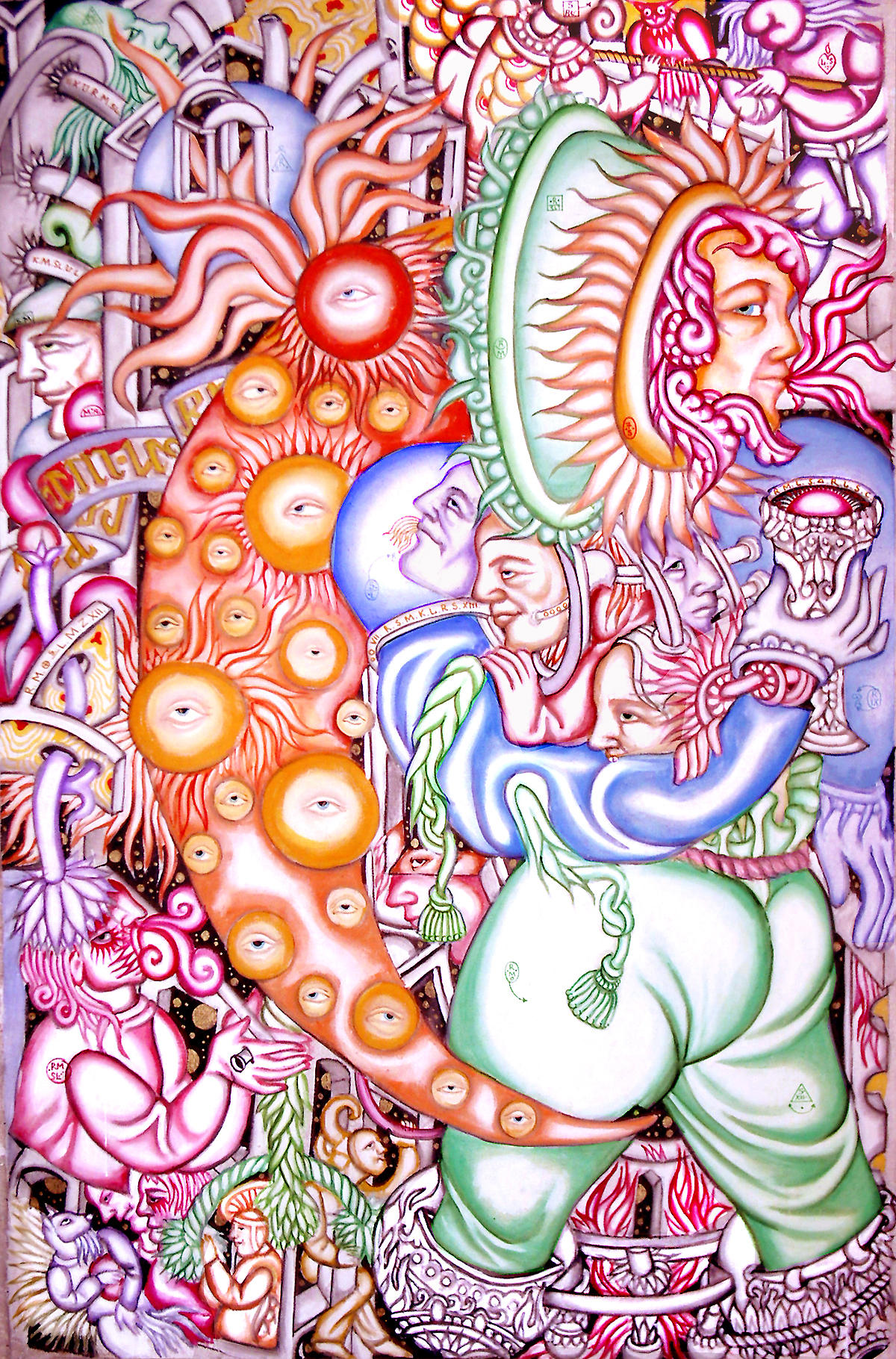
«Книга Тайны Солнца» из цикла «Книги Просперо»
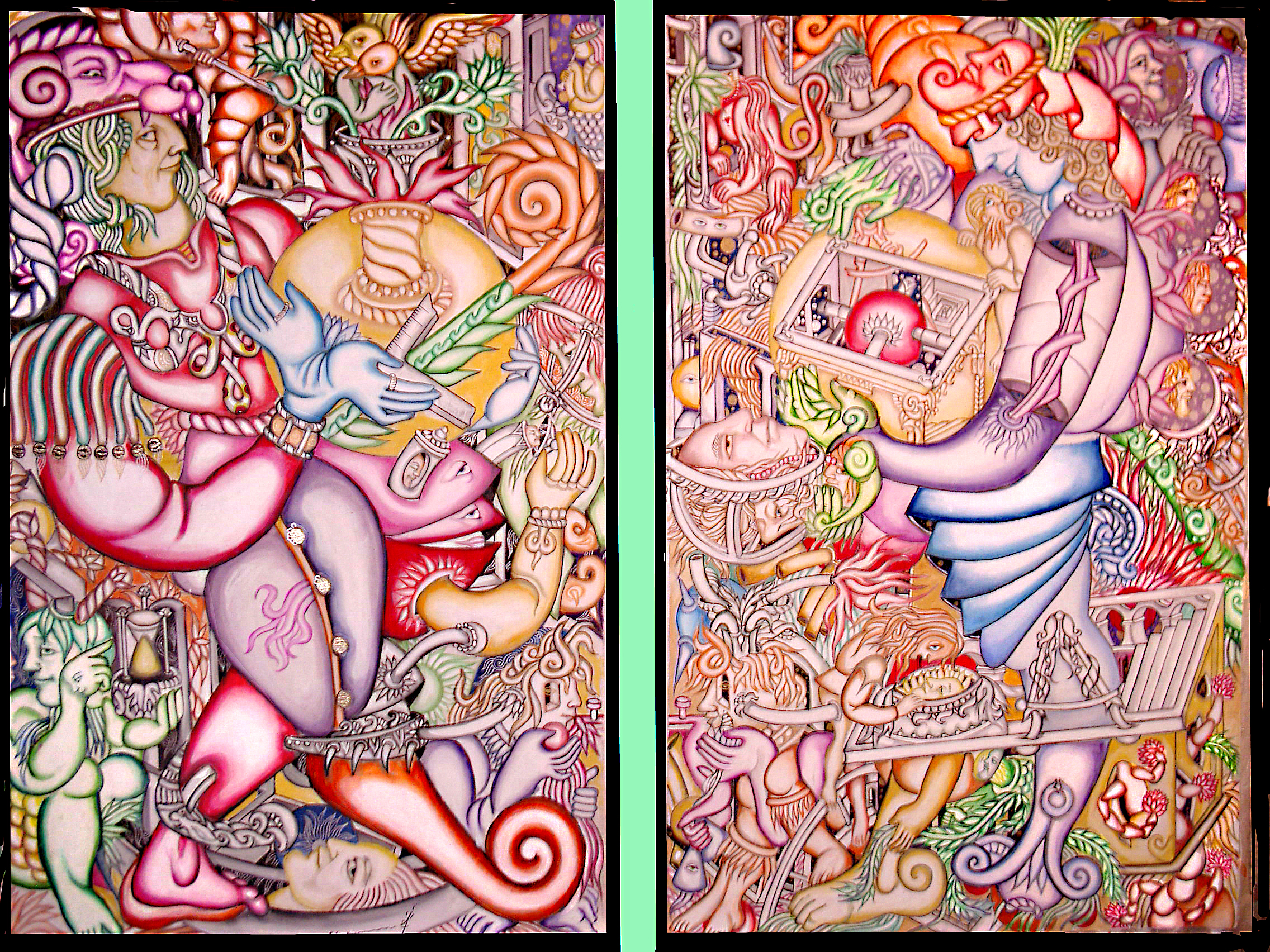
Диптих «Книга соответствий и пропорций» из цикла «Книги Просперо»
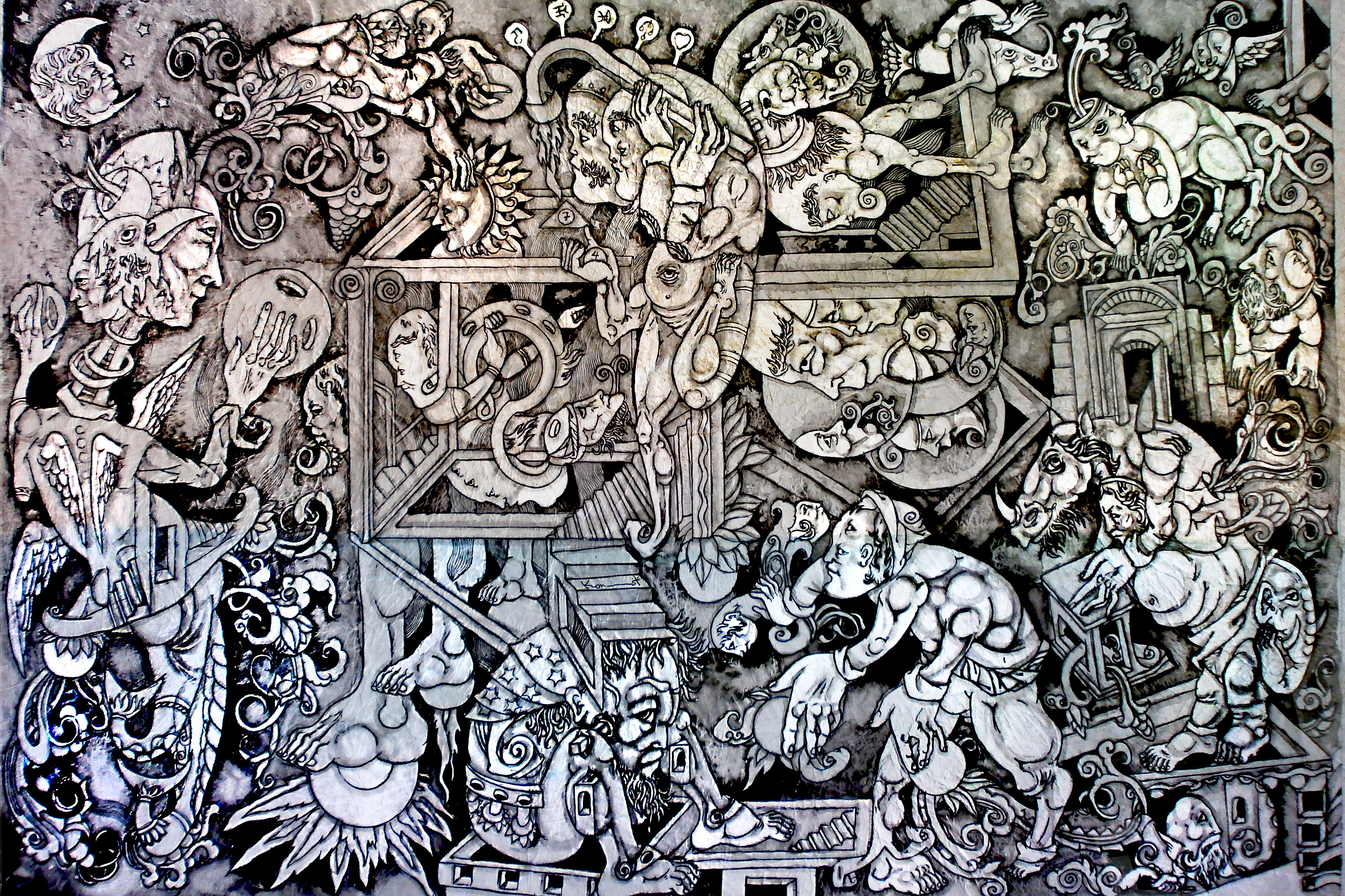
«Пророчество»

## Достижения, звания и награды
- Занесен в «Реестр профессиональных художников Российской империи, СССР, „русского зарубежья“, РФ и республик бывшего СССР» Профессионального союза художников России[9]
- Представитель направления «Парижская школа украинской живописи» в Одессе (основатель Вирста Темистокль).[10]
- Представитель арт-ассоциации «Fenix» (Paris).
- Манифестирует стиль «семантический реализм».
- Действительный член Российско-Итальянской Академии Ferrony.[11]
- Действительный член академии Nouvelle Academie Libre (Paris).
- Почётный член ассоциации Battle arts of Vietnam.
- Действительный член арт-клуба «Екатерининская площадь», Москва.[12]
- Дипломант Ордена святого Иоанна «За достижения в искусстве».[13]
- Финалист всеукраинского рейтингового проекта «Топ-100 Гордость Украины: мужчины», 2019.[14]

## Выставки и экспозиции
- 1986 год — Групповая выставка, «Salon of Association of Galleries of Taiwan», Hong-Kong.
- 1989 год — Групповая выставка «Городские сны», Государственный литературный музей, Одесса, Украина.
- 1990 год — Групповая выставка «Мистическое искусство», Одесский историко-краеведческий музей, Одесса, Украина.
- 1991 год — Персональная выставка, «Музей Марины и Анастасии Цветаевых», Александров, Россия. [15]
- 1991 год — Персональная выставка. Osuuskuntamuotoinen nettigalleria. Suomeksi, Finland.
- 1992 год — Арт-проект «Тишина», совместное визуально-музыкальное действие с элементами хореографии: Камиль Чалаев (Франция), Сабин Жамэ (Франция), Константин Скопцов (Украина). Одесский художественный музей, Одесса, Украина.
- 1992 год — Персональная выставка. Taidegalleria Hämeenlinnassa, Turku, Finland.
- 1992 год — Персональная выставка. Cazots art gallery, Copenhagen, Denmark.
- 1993 год — Персональная выставка. Галерея «Крымский вал», Центральный дом художника, Москва, Россия.
- 1993 год — Групповая обзорная выставка «Русское искусство. Графика» (М. Шемякин, А.Зверев, В. Яковлев, О.Рабин, Л. Крапивницкий, К. Скопцов). Галерея «Крымский вал», Центральный дом художника, Москва, Россия.[16]
- 1993 год — Групповая выставка художников-иллюстраторов. Государственный литературный музей, Москва, Россия.
- 1994 год — Групповая выставка «Серебряная душа Одессы», галерея «ТАСС», Москва, Россия.
- 1995 год — Персональная выставка. Одесский художественный музей, Одесса, Украина.
- 1995 год — Персональная выставка. Art association Le Fenix, Paris, France.
- 1998 год — Групповой арт-проект «Вижу корабль», галерея «Спейс», Москва, Россия. [17]
- 1999 год — Групповая выставка. Манеж — Арт-Акво, Москва, Россия.
- 1999 год — Групповая выставка «Куда движется Свет», галерея «Ирена», Киев, Украина.
- 2000 год — Выставка иллюстраций в составе экспозиции Музея Анастасии и Марины Цветаевых (Александров, Россия) — турне по странам Европы.
- 2000 год — Персональная выставка. Nouvelle Academie Libre, Paris, France.
- 2004 год — Персональная выставка «Приглашение к путешествию». Арт-клуб «Екатерининская площадь», Москва, Россия.[18]
- 2005 год — Групповая выставка «Парижская школа украинской живописи — 2005», галерея Art association Le Fenix, Paris. France.
- 2007 год — Персональная выставка «Prospero’s Books». Anthony Brunelli Fine Arts Gallery, Binghamton, USA. [19]
- 2009 год — Персональная выставка «аТТестация снов», галерея «Музей Идей», Львов, Украина.[20]
- 2012 год — Персональная выставка в рамках арт-фестиваля «Жизнь после Евро», галерея «Юзовский Пассаж», Донецк, Украина.
- 2012 год — Персональная выставка «Контриллюзии». Галерея современного искусства NT-Art, Одесса, Украина.[21][22]

- 2013 год — Персональная экспозиция в рамках выставки «Одесская школа. Традиции и актуальность», художественный музей «Арт-Донбасс», Донецк, Украина.[23] Один из инициаторов проекта.[24]
- 2013 год — Персональная экспозиция в рамках выставки «Одесская школа. Традиции и актуальность», національний культурно-мистецький та музейний комплекс «Мистецький арсенал», Киев, Украина.[25]
- 2013 год — Персональная выставка «Метаморфозы». Галерея современного искусства NT-Art, Одесса, Украина.[26]
- 2014 год — Групповая выставка «Семантический сюрреализм», арт-резиденция «Дом механизатора», Донецк, Украина.[27]
- 2014 год — Персональная выставка «В центре круга», галерея Dymchuk Gallery, Киев, Украина.[28][29]
- 2014 год — Персональная выставка «В центре круга», галерея Галерея современного искусства NT-Art, Одесса, Украина.[30]
- 2015 год — Персональная экспозиция в «Торгово-промышленной палате Украины», Киев, Украина.
- 2016 год — Совместный проект «Сакральная геометрия» (Константин Скопцов, Вадим Bondero), галерея современного искусства NT-Art, Одесса, Украина.
- 2018 год — Персональная выставка «Путь Символа», выставочный зал Wall Street Business Center, Одесса, Украина.[31][4]
- 2020 год — Персональная выставка «Притчи мастеров», галерея «Музей Идей», Львов, Украина.[32]
- 2020 год — Групповая выставка «Сны Гоголя», галерея #ArtOdessa в Летнем театре в Горсаду, Одесса, Украина.[33][34]
- 2021 год — Персональная выставка New Millenium, выставочный зал Wall Street Business Center, Одесса, Украина.[35]